# Prosciutto mantovano
Il prosciutto mantovano (PAT) è un preparato a base di carne italiana (Lombardia), prodotto agroalimentare tradizionale riconosciuto dalla Regione Lombardia e tipico della provincia di Mantova.

## Caratteristiche fisiche
- Peso: 8–10 kg.
- Luogo di lavorazione e stagionatura: mantovano e durano almeno 12 mesi.

## Caratteristiche organolettiche
Sapore dolce, colore scuro, consistenza morbida.